# الحسينية (وادي الصفراء)
الحسنية قرية من قرى وادي الصفراء، تقع غرب المدينة المنورة بمسافة حوالي 130كم، وتتبع إداريا محافظة بدر والواقعة غرب منطقة المدينة المنورة في السعودية. تقع بين دغبج والواسطة.